# Парамуширская бурозубка
Парамуширская бурозубка, или берингийская бурозубка (лат. Sorex leucogaster) — вид млекопитающих рода бурозубок (Sorex) семейства землеройковых (Soricidae). Описан в 1933 году японским зоологом Нагамити Куродой.

## Распространение
Эндемик острова Парамушир (Курильские острова), населяет главным образом прибрежные кустарниковые заросли.

## Размножение
В помёте до 11 детёнышей.

## Численность
Точные данные о численности особей парамуширской бурозубки отсутствуют. В настоящее время вид имеет статус «Data Deficient» («недостаточно данных») по классификации Международного союза охраны природы.